# Калтаево (Краснокамский район)
Калтаево (баш. Ҡалтай) — деревня в Краснокамском районе Республики Башкортостан Российской Федерации. Входит в состав Музяковского сельсовета.

## География

### Географическое положение
Расстояние до:
- районного центра (Николо-Берёзовка): 24 км,
- центра сельсовета (Музяк): 3 км,
- ближайшей ж/д станции (Амзя): 3 км.

## Население
| 2002 | 2009 | 2010 |
| ---- | ---- | ---- |
| 104  | ↗120 | ↗124 |

Национальный состав
Согласно переписи 2002 года, преобладающая национальность — марийцы (66 %).